# 로우렌츠나포호류

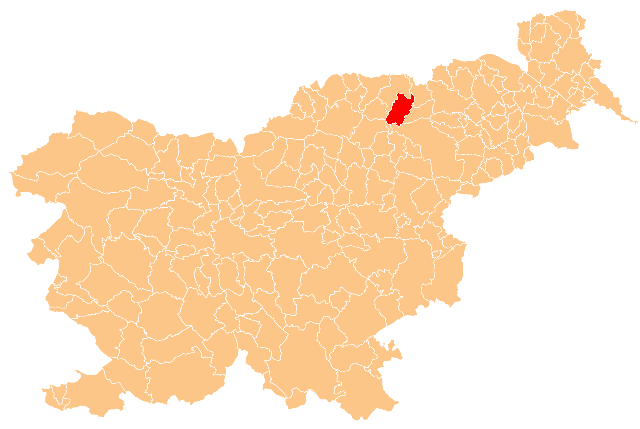
로우렌츠나포호류의 위치

로우렌츠나포호류(슬로베니아어: Lovrenc na Pohorju)는 슬로베니아의 도시로 면적은 84.4km2, 인구는 3,145명(2002년 기준), 인구 밀도는 37.3명/km2이다.